# Grete von Zieritz
Grete von Zieritz (Viena, 10 de março de 1899 - 26 de novembro de 2001) foi uma compositora e pianista austríaco-alemã.
Grete von Zieritz nasceu em Viena numa família nobre e cresceu em Viena, Innsbruck e Graz. Recebeu as primeiras lições de piano aos seis anos, e estudou com Hugo Kroemer (piano) e Roderick Mojsisovics (composição). Deu o primeiro concerto aos 8 anos.
Em Berlim prosseguiu os estudos com Martin Krause, aluno de Franz Liszt, e Rudolf Maria Breithaupt. Depois do êxito da performance das suas "Canções Japonesas" em 1921, decidiu tornar-se compositora. Von Zieritz foi professora de música e continuou a estudar em Berlim de 1926 a 1931 com Franz Schreker. Em 1939 foi a única mulher no Festival Internacional de Música de Frankfurt am Main, entre compositores de 18 países.
Morreu em Berlim em 2001.
Em 2009, a rua de Viena Zieritzgasse foi designada em sua homenagem.